# The Devil and Daniel Mouse
The Devil and Daniel Mouse es un cortometraje animado musical de 1978 de la productora canadiense Nelvana Limited inspirado en El diablo y Daniel Webster, el cual a su vez se basó en la leyenda de Fausto.

## Argumento
La trama se centra en dos ratones músicos: Daniel y Jan, los cuales son despedidos debido a que su repertorio no se adecúa a los tiempos modernos. Sin dinero, este primero decide ir a la ciudad y empeñar su guitarra para poder subsistir, mientras que Jan se cruza con una figura reptiliana con traje blanco que se presenta como un productor discográfico de nombre de "B. L. Zebub".
Este, junto con su asistente Weez Weasel, una comadreja, le ofrece fama y fortuna a cambio de que firme un contrato con su propia sangre, a lo que ella accede sin leer la letra pequeña donde más tarde queda especificado que una vez alcance el punto más alto del estrellato, B. L. Zebub (caracterizado como el Diablo) volverá a por su alma.

## Reparto
| Actor (voz)                                   | Personaje                                             |
| --------------------------------------------- | ----------------------------------------------------- |
| Jim Henshaw John Sebastian (voz cantante)     | Daniel Mouse                                          |
| Annabel Kershaw Valerie Carter (voz cantante) | Jan Mouse                                             |
| Chris Wiggins                                 | B. L. Zebub Diablo                                    |
| Martin Lavut                                  | Weez Weezel Radio DJ Dependiente de tienda de empeños |
| Dianne Lawrence                               | Periodista Vicky Viper                                |

## Banda sonora
- Look Where the Music Can Take You performed by John Sebastian & Valerie Carter (acreditada como Laurel Runn)
- I've Got a Song to Sing performed by Valerie Carter (acreditada as Laurel Runn)
- Roxy Marathon Concert Medley performed by Valerie Carter (acreditada como Laurel Runn)
- Can You Help Me Find My Song? performed by Valerie Carter (acreditada como Laurel Runn)
- Look Where the Music Can Take You performed by John Sebastian & Valerie Carter (acreditada como Laurel Runn)
- Look Where the Music Can Take You (Finale) performed by John Sebastian & Valerie Carter (acreditada como Laurel Runn)

## Merchandising

### Audio LP de Nelvana
En 1978 Nelvana Records puso a la venta un LP del film narrado por John Sebastian con diálogos intercalados por la banda sonora y otras canciones de los dos actores de voz principales junto con Reggie Knighton Band.

### VHS y CED
Otro producto de Nelvana Animation fue la publicación de una cinta de vídeo y un CED Videodisc con otros cortos animados: Romie-0 and Julie-8, Intergalactic Thanksgiving y A Cosmic Christmas.